# Bodiong Christian Ebala
Bodiong Christian Ebala (Yaoundé, 17 marzo 1988) è un calciatore camerunese, centrocampista dell'Inter CdFSE.

## Carriera
Ha giocato nella massima serie dei campionati ungherese e kazako.

## Palmarès

### Club

#### Competizioni nazionali
- Coppa d'Ungheria: 1

Kecskemét: 2010-2011
- Coppa del Kazakistan: 1

Astana: 2012